# Zijlroede (Joure)
De Zijlroede (Fries en officieel: Jouster Sylroede) is een kanaal in de provincie Friesland.

## Beschrijving
De Zijlroede begint bij de jachthaven van Joure en loopt in westelijke richting. Het kanaal splitst het dorp Broek in een noordelijk en een zuidelijk deel. Het kanaal eindigt bij de Joustersluis en sluit daar aan op de Noorder Oudeweg.

## Jouster scheepswerf
Bij het begin van de Zijlroede ligt aan de kant van de Slachtedijk de vermaarde Jouster scheepswerf van de Jong. De geschiedenis van deze werf gaat in ieder geval terug tot 1653. In het Fries Scheepvaart Museum te Sneek zijn nog geschriften van historicus P.S. Roarda uit Leeuwarden van ruim drie eeuwen geleden, terug te vinden.
Er werden destijds grote houten schepen gebouwd. Koggeschepen en galjoenen. Zeeschepen die alle Europese wateren bevoeren. De zeewaardige schepen voeren door de Zijlroede naar de Jouster sluis en vandaar via de Noorder Oudeweg naar het Friese merengebied.

## Kolk en Overspitting
Het water tussen het centrum van Joure en de Zijlroede wordt Kolk genoemd en voert langs het Tolhuis waar tot in het midden van de twintigste eeuw een ophaalbrug was. Je kon toen nog doorvaren via een schutsluis in het verlengde van De Kolk naar de Overspitting.
De Overspitting is een water, dat bij de Bandster-Schans uit de Heerensloot voortkomt, en dat langs Nijehaske, Oudehaske en Haskerhorne, door De Jouwer loopt, waarna het, als de Zijlroede, in de Oudeweg uitloopt. De oorspronkelijke Friese naam is "De Hurdspytsje". Het woord hurd slaat wellicht op de harde ondergrond die men tegenkwam. De naam kwam in 1646 reeds voor. Aan de Overspitting lagen tuinderijen en een groenteveiling. De te veilen groente werd per boot aangevoerd.